# Dino Viérin
Pour les articles homonymes, voir Viérin.
Dino Viérin (né à Aoste le 21 novembre 1948) est un homme politique valdôtain, militant de l'Union valdôtaine.

## Biographie
Dino Viérin est le syndic de Jovençan de 1985 à 1988. Après les élections régionales de 1993, l'UV retourne au pouvoir et forme un gouvernement de coalition avec le Parti démocrate de la gauche et la Fédération des Verts, qui se prolonge jusqu'aux élections régionales de 1998. En 2002, il doit démissionner en raison d'accusations de corruption et de fraudes.
Il est le père de Laurent Viérin. Son épouse, Claudine Ottin, a été directrice du Bureau régional de la langue française.

## Sources
- (ca) Cet article est partiellement ou en totalité issu de l’article de Wikipédia en catalan intitulé « Dino Viérin » (voir la liste des auteurs).